# Данилов, Александр Степанович
Александр Степанович Данилов (род. 15 июня 1945) —  советский и российский балалаечник (М.И.Имханицкий "История исполнительства на русских народных инструментах", Москва, изд. 2018г. стр. 400,416,417,470,611), педагог, музыкально-общественный деятель. Профессор, ректор Ростовской государственной консерватории имени С. В. Рахманинова в 1987―2012 гг. Народный артист Российской Федерации (2007), Заслуженный артист РСФСР (1977), член Союза композиторов России.

## Биография
Родился 15 июня 1945 года в городе Торез (Чистяково) Донецкой области. В 1963 году окончил с отличием Донецкое музыкальное училище по классам балалайки и баяна, после чего продолжил обучение в ГМПИ им. Гнесиных (ныне - Российская Академия музыки им. Гнесиных). В период 1964―67 служил на Северном флоте. Окончил ассистентуру-стажировку в ГМПИ им. Гнесиных под руководством П. И. Нечепоренко по классу балалайки.
Лауреат Всероссийского (1972, Москва), Всесоюзного (1973, Воронеж, I премия), Международного (1973, Берлин, I премия) музыкальных конкурсов. За долгие годы исполнительской деятельности выступил с сольными концертами в более чем в 100 городах и республиках бывшего СССР, гастролировал в 36 странах мира. Как солист принимал участие в Днях культуры Российской Федерации в Швеции, Италии, Финляндии, Германии, Греции, Малайзии, Индии, Франции. В зарубежной печати его называли «Паганини балалайки». Как исполнитель, внес большой вклад в развитие сонатного жанра и популяризацию оригинальной музыки для балалайки. Автор известных обработок, транскрипций, переложений, изданных издательствами «Музыка», «Советский композитор», «Композитор», Ростовской консерватории. Фирмой «Мелодия» в разные годы выпущены грампластинки «Играет Александр Данилов», с записями переложений западноевропейской музыки и оригинальных сочинений для балалайки: сонат, сюит, концертов, концертных вариаций, пьес. За пол века работы в Ростовской консерватории основал известную в России исполнительскую школу, подготовил десятки исполнителей: балалаечников, домристов, гитаристов, в том числе Заслуженных артистов России, лауреатов международных и всероссийских конкурсов.
В течение 25 лет (в 1987―2012 гг.) возглавлял Ростовскую консерваторию, в которой начал работать ещё в 1971 году. Учебное заведение под его руководством было трансформировано из музыкально-педагогического института в консерваторию, с присвоением имени С.В. Рахманинова, по инициативе А.С.Данилова была открыта школа-одиннадцатилетка для одарённых детей при консерватории, учреждены ассистентура-стажировка, аспирантура и докторантура, совет по защите кандидатских и докторских диссертаций, Центр повышения квалификации и профессиональной переподготовки, новые кафедры и специальности. Под руководством Данилова Ростовская консерватория вошла в число ведущих в России.
В декабре 2012 года покинул пост ректора Ростовской консерватории по собственному желанию после того, как очередной мониторинг, проведённый Министерством образования включил в список неэффективных данное учебное заведение, хотя и успешно прошедшее перед этим государственную аттестацию, как одно из лучших среди всех 186 академий России. Данилов очень резко отреагировал на данный инцидент:
Репутации нашей консерватории нанесен огромный удар. Я не желаю быть соучастником в дальнейшем разрушении художественного образования, которым сейчас занимается Минобразования.
В самой консерватории и в российской прессе широко прокомментировали данную ситуацию и заявили, что проведённый мониторинг не учитывал специфики образовательного процесса в художественных учебных заведениях. Газета «Музыкальное обозрение», учитывая неординарный поступок ректора в защиту музыкального образования, назвала Данилова в 2012 году «персоной года».
На данный момент Данилов по-прежнему работает в консерватории и занимает должность проректора по концертной и творческой работе.

## Награды и звания
- Народный артист Российской Федерации (2007).
- Заслуженный артист РСФСР (1977).
- Орден «За заслуги перед Ростовской областью» (18 мая 2015 года)[12].
- Медаль ордена «За заслуги перед Ростовской областью» (18 мая 2015 года)[13].